# هه وینا
هه وینا (به انگلیسی: He Wenna) ژیمناست زادهٔ ۱۹ ژانویهٔ ۱۹۸۹ میلادی اهل کشور چین است.